# 刺鰍亞目
刺鰍亞目是輻鰭魚綱合鰓目的其中一個亞目，其下分成2科，如下：
- 裸鰍科(Chaudhuriidae)
- 棘鰍科(Mastacembelidae)